# Röyksopp
Röyksopp (/ˈɾøʏksɔp/) est un groupe norvégien de downtempo et house. Il se forme en 1998 et se compose de Svein Berge et Torbjørn Brundtland, originaires de Tromsø. Le groupe affirme sa place sur la scène de la musique électronique avec son premier album, Melody A.M.. Au fil de ses albums, Röyksopp aborde différents genres se raccrochant à l'électronique, notamment l'ambient, la house, la synthpop et la musique afro-américaine. Le groupe est également connu pour ses performances travaillées lors de ses concerts, aux accents parfois perçus comme excentriques.
Depuis ses débuts en 1998, le groupe est accueilli positivement par la critique et rencontre un succès populaire dans le monde entier. Röyksopp est nommé pour un Grammy Award et remporte sept Spellemannprisen norvégiens. Le groupe se produit également tout autour du globe et ses albums se hissent au sommet des hit-parades de plusieurs pays, avec parmi ceux-ci quatre albums consécutifs no 1 en Norvège.

## Histoire

### Origines (1990–1997)
Svein Berge et Torbjørn Brundtland se rencontrent en 1988 à Tromsø, leur ville natale de Norvège, par l'intermédiaire d'un ami commun. Berge et Brundtland sont alors respectivement âgés de 12 et 13 ans. Partageant le même intérêt pour la musique électronique, ils commencent à jouer ensemble, et intégrent la scène électronique de Tromsø. L'enfance de Berge et Brundtland à Tromsø ainsi que les paysages de la Norvège du Nord sont souvent mentionnés comme étant leur majeure source d'inspiration. Le duo se sépare toutefois avant d'obtenir un réel succès avec leur musique, mais se réunissent en 1998 à Bergen, en Norvège.
Bergen, une ville du sud de la Norvège comptant environ 210 000 habitants, avait remplacé Tromsø comme épicentre de la musique électronique underground en Norvège. Röyksopp, en prenant part à la Bergen Wave, vont collaborer musicalement avec des artistes norvégiens tels que Frost, Those Norwegians, Drum Island, ainsi qu'Erlend Øye, le chanteur et guitariste de Kings of Convenience. À cette époque, le duo se lie également d'amitié avec Geir Jenssen. Sous la direction de ce dernier, Berge et Brundtland forment un groupe dénommé Aedena Cycle, avec Gaute Barlindhaug et Kolbjørn Lyslo. En 1994, Aedena Cycle enregistrent un maxi-vinyle baptisé Traveler's Dreams.

### Premières années (1998–2000)
Après avoir participé à Aedena Cycle, Berge et Brundtland quittent la formation pour former leur propre groupe, Röyksopp. Le mot röyksopp est dérivé du norvégien røyksopp, signifiant littéralement vesse-de-loup, champignon ayant la particularité de laisser jaillir des bouffées de fumées à la pression. Le groupe a expliqué que ce mot peut également évoquer le nuage atomique en forme de champignon résultant de l'explosion d'une bombe nucléaire.
So Easy, le premier single de Röyksopp, fut édité sous le label indépendant Tellé, acteur de la Bergen Wave. En 2002, So Easy parait sur le premier album du groupe. Après avoir été utilisé dans une publicité pour T-Mobile, So Easy devient populaire au Royaume-Uni, avant de se voir réédité sous la forme d'un single accompagné du titre Remind Me.

### Melody A.M.et premiers succès (2001–2004)
Le groupe quitte Tellé pour le label britannique Wall of Sound et sort Melody A.M. en 2002, qui devient disque de platine en Norvège, se vend à 60 000 exemplaires en France[réf. nécessaire] et à plus d’un million d’exemplaires dans le monde. L'album atteint la première place des charts en Norvège et entre dans le top 40 britannique des ventes de singles avec Eple, Poor Leno et Remind Me. Un dernier single, Sparks, est également publié. Le morceau Eple (/ˈɛplə/, signifiant pomme en norvégien) a été utilisé par Apple en tant que musique d'accueil pour le système d'exploitation macOS X Panther, jouée lorsqu'un ordinateur Apple est démarré pour la première fois.
Le groupe gagne en popularité grâce à plusieurs clips musicaux expérimentaux, dont beaucoup sont diffusés en boucle sur MTV. Le clip de Remind Me, comprenant des vidéos infographiques réalisées par l'entreprise française H5, remporte par ailleurs la récompense du meilleur clip aux MTV Europe Music Awards 2002. Durant cette même cérémonie, le groupe est nommé dans trois autres catégories : « meilleur artiste nordique », « révélation de l'année » et « meilleure chorégraphie ». Le duo joue Poor Leno à la cérémonie. L'année suivante ils sont nommés dans la catégorie « Meilleur groupe » aux Brit Awards.
Pendant ce temps le duo acquiert lentement une renommée aux États-Unis. Remind Me, une des deux collaborations entre Röyksopp et Erlend Øye (du groupe norvégien Kings of Convenience) disponibles sur Melody A.M., y est utilisée pour la publicité de la compagnie d'assurance automobile GEICO.

### DeThe UnderstandingàSenior(2005–2013)
Divers artistes norvégiens participent aux albums du groupe, tels que Anneli Drecker (membre de Bel Canto) ou Erlend Øye (membre de Kings of Convenience). Après des collaborations avec Those Norwegians, Drum Island et Kings of Convenience, Torbjørn Brundtland et Svein Berge s'imposent sur le devant de la nouvelle scène nordique avec Röyksopp.
En 2005 sort le deuxième album The Understanding, le groupe enregistre la majorité des parties vocales de cet album à Bergen. Le duo s'est également entouré de Chelonis R. Jones de Get Physical Music (49 Percent), de Karin Dreijer Andersson de The Knife (What Else Is There?) et de la nouvelle venue Kate Havnevik (Only this Moment et Circuit Breaker) qui sont venus les aider à composer cet album.  What Else is There sert de générique de fin du film anglais Cashback en 2006.
En 2009, sort leur troisième album, Junior. Celui-ci fait la part belle aux chanteuses suédoises telles Lykke Li, Karin Dreijer Andersson et Robyn. Leur quatrième album, Senior, sort en septembre 2010. Il est lancé par un premier single The Drug, dont le clip, au scénario post-apocalyptique, s'inspire du cinéma d'horreur.
En novembre 2012, Röyksopp entame une collaboration avec l'artiste norvégienne Susanne Sundfør, avec une performance pour l'émission Lydverket de la chaîne NRK1 de Ice Machine, une reprise de Depeche Mode, ainsi que Running to the Sea, dont un enregistrement studio est disponible.

### The Inevitable Endet autres (2014–2021)
En 2014, Röyksopp collabore une nouvelle fois avec Robyn le temps d'un mini-album de cinq pistes, Do It Again, marquant le retour de la chanteuse mais aussi celui du duo. Par ailleurs, une tournée, le Röyksopp and Robyn Do It Again Tour 2014, avait été entamée peu avant l'annonce de la sortie du mini-album. Le 11 novembre 2014, Röyksopp sort l'album The Inevitable End qui devrait être la dernière production du groupe sous le format d'un album.
En 2015, ils composent le nouvel habillage des programmes de NRK Nyheter, le département informations du groupe de radiodiffusion public norvégien NRK, qui comprend une nouvelle musique pour le générique et les titres des différents journaux télévisés,, ainsi qu'une autre pour des débats. Ces morceaux reprennent la même mélodie, harmonisant enfin les émissions produites par NRK Nyheter.

### Profound Mysteries(depuis 2022)
En 2022, Röyksopp publie trois albums de dix morceaux chacun : Profound Mysteries le 29 avril, Profound Mysteries II le 19 août et Profound Mysteries III le 18 novembre 2022. Le 13 décembre 2024, le groupe sort Nebulous Nights ‐ An Ambient Excursion Into Profound Mysteries, albums dans lequel les trente morceaux de la série Profound Mysteries sont revisités dans un style ambient,.

## Discographie

### Albums studio
- 2001 : Melody A.M.
- 2005 : The Understanding
- 2009 : Junior
- 2010 : Senior
- 2014 : Do It Again (en) (avec Robyn) (Ep)
- 2014 : The Inevitable End
- 2022 : Profound Mysteries
- 2022 : Profound Mysteries II
- 2022 : Profound Mysteries III

### Albums live
- 2006 : Röyksopp's Night Out

### Compilations
- 2007 : Back to Mine : Röyksopp
- 2013 : Late Night Tales : Röyksopp
- 2021 : Lost Tapes (Faces B rares et inédits)
- 2022 : Profound Mysteries Remixes
- 2024 : Nebulous Nights: An Ambient Excursion into Profound Mysteries and True Electric (Réinterprétation version ambient de "Profound Mysteries")
- 2025 : True Electric (Versions studio des morceaux joués lors de la tournée True Electric en 2023, incluant le titre inédit The "R", ainsi que de nouvelles versions retravaillées d'originaux et de remixes issus de leur catalogue)

### Singles
- 2002 : Poor Leno
- 2002 : Remind Me
- 2003 : Eple
- 2003 : Sparks
- 2005 : Only this Moment
- 2005 : 49 Percent
- 2005 : Curves
- 2005 : What Else Is There?
- 2006 : Beautiful Day Without You
- 2009 : Happy up Here
- 2009 : The Girl and the Robot
- 2009 : This Must Be It
- 2010 : The Drug
- 2011 : Forsaken Cowboy
- 2013 : Running to the Sea
- 2013 : Running to the Sea Remixes
- 2014 : Do It Again (Remixes)
- 2014 : Monument (Remixes)
- 2014 : Monument (The Inevitable End Version)
- 2014 : Skulls
- 2016 : Bounty Hunters

### Clips
| Titre                                              | Année | Réalisateur(s)                         |
| -------------------------------------------------- | ----- | -------------------------------------- |
| Eple                                               | 2001  | Thomas Hilland                         |
| Poor Leno,                                         | 2001  | Sam Arthur                             |
| Remind Me,                                         | 2002  | H5                                     |
| Sparks,                                            | 2003  | Thomas Hilland                         |
| Only This Moment                                   | 2005  | Brendan McNamee and Robert Chandler    |
| 49 Percent                                         | 2005  | Brendan McNamee                        |
| What Else Is There?                                | 2005  | Martin de Thurah                       |
| Beautiful Day Without You                          | 2006  | Damien Ferrié                          |
| Happy Up Here                                      | 2009  | Reuben Sutherland                      |
| The Girl and the Robot                             | 2009  | Michael Baldwin                        |
| This Must Be It                                    | 2009  | Andreas Nilsson and Filip Nilsson      |
| The Drug                                           | 2010  | that go                                |
| Sayit (avec Robyn)                                 | 2014  | Sandberg & Timonen and Kacper Kasprzyk |
| Do It Again (avec Robyn)                           | 2014  | Martin de Thurah                       |
| Monument (avec Robyn)                              | 2014  | Max Vitali                             |
| Monument (The Inevitable End Version) (avec Robyn) | 2014  | Stian Andersen                         |
| Skulls                                             | 2014  | Stian Andersen and Röyksopp            |
| Running To The Sea                                 | 2015  | Lauren Rothery                         |
| Never Ever (avec Susanne Sundfør)                  | 2016  | Röyksopp                               |